# Neil Agius
Neil Agius (* 6. Juni 1986) ist ein maltesischer Extremschwimmer.
Er hielt maltesische Schwimmrekorde über 400, 800 und 1500 Meter Freistil. Agius qualifizierte sich für die 400 m Freistil der Olympischen Sommerspiele 2004. Agius, der zwei Monate zuvor 18 geworden war, belegte dort in den Vorrunden mit einer Zeit von 4:22,14 den sechsundvierzigsten Platz und schied damit als Letztplatzierter aus.
Ende Juni 2021 schwamm Agius mehr als 52 Stunden am Stück von Linosa nach Gozo. Die Strecke, die er im Mittelmeer zurücklegte betrug 125,6 Kilometer. Dabei machte Agius alle 29 Minuten eine Pause von etwa einer Minute, um Nahrung und Wasser zu sich zu nehmen. Betreut wurde Agius, der ohne Ganzkörperanzug schwamm, von einem mindestens 24-köpfigen Team. Agius nutzte diese Unternehmung auch, um auf die Umweltverschmutzung, insbesondere die Vermüllung der Meere, aufmerksam zu machen.